# Parque nacional Jōshin'etsu Kōgen
El parque nacional de Jōshin'etsu-kōgen (上信越高原国立公園, Jōshin'etsu-kōgen Kokuritsu Kōen) es un parque nacional en la región de Chūbu de la isla principal de Honshū, Japón, formado alrededor de varios volcanes activos e inactivos. Abarca las zonas montañosas de las prefecturas de Gunma, Nagano y Niigata. El nombre hace referencia a las dos cadenas montañosas que componen el parque. Se dividió en dos zonas separadas: la zona sur de Niigata/norte de Nagano y la zona este de Nagano. 

## Historia
El parque nacional de Jōshin'etsu-kōgen se estableció en 1949 y se amplió significativamente en 1956 para incluir la región montañosa de Myōkō-Togakushi. Esta última se separó como parque nacional de Myōkō-Togakushi Renzan el 27 de marzo de 2015 con 39.772 ha.

## Etimología
El nombre del parque consta de dos elementos. El primero, "Jōshin'etsu", es un acrónimo kanji formado por tres caracteres que representan los antiguos nombres de las provincias de la zona: La provincia de Kōzuke (上野国) en la actual prefectura de Gunma, la provincia de Shinano (信濃国) en la actual prefectura de Nagano, y la provincia de Echigo (越後国) en la actual prefectura de Niigata. El segundo, "kōgen", significa meseta o planicie. 

## Zona de la cordillera Mikuni del suroeste
La zona de la cordillera Mikuni del suroeste (三国山脈南西部, Mikuni Sanmyaku Nanseibu) incluye el monte Tanigawa (1.963 metros) y dos volcanes activos: el monte Kusatsu-Shirane (2.162 metros) y el monte Asama (2.542 metros). El monte Asama es el volcán más activo de Honshū.

## Actividades recreativas

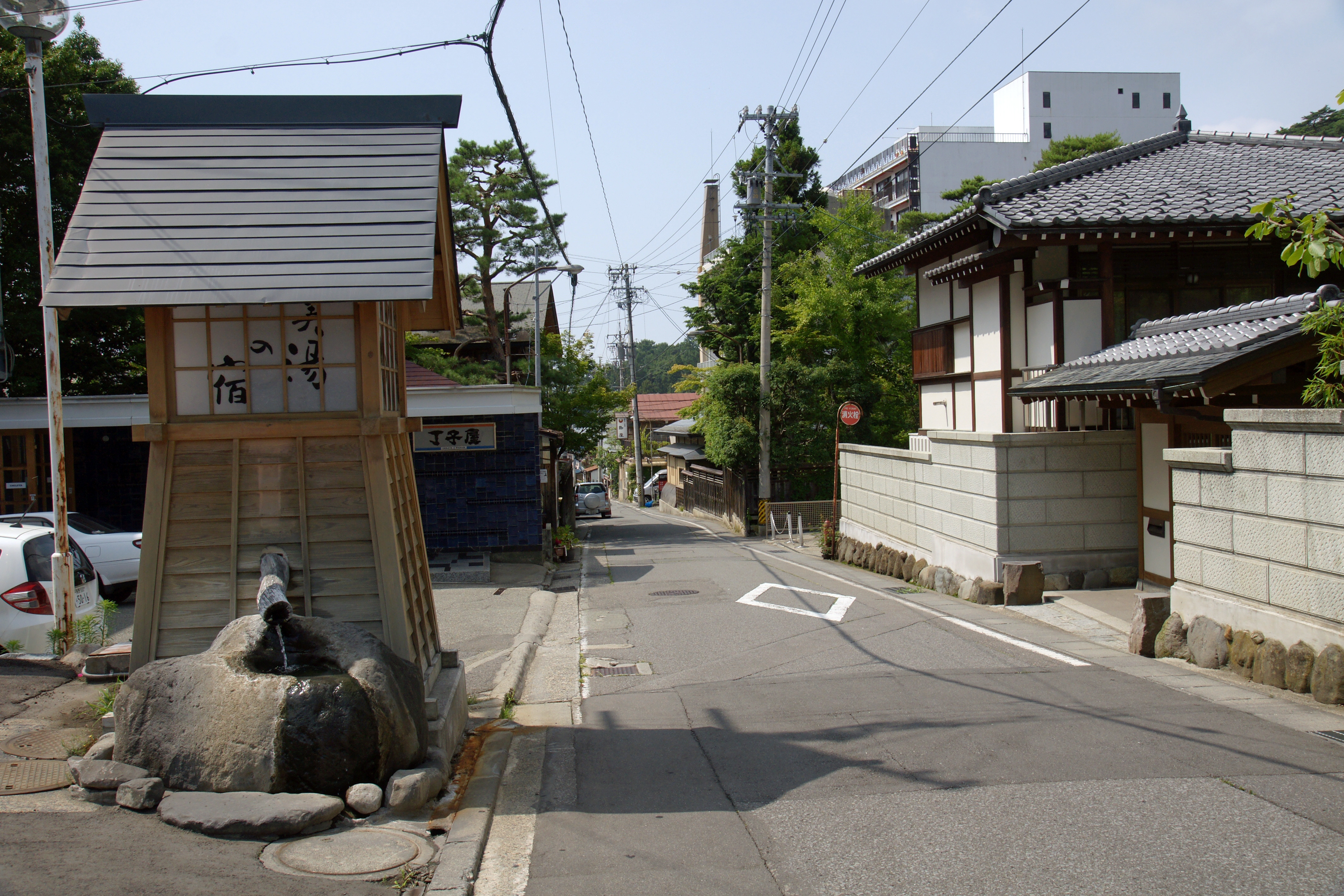
Onsen, Yudanaka, prefectura de Nagano

El parque nacional de Jōshin'etsu Kōgen es un popular destino turístico para el esquí, el alpinismo, el senderismo y los centros termales onsen. La zona oriental alberga las populares áreas de esquí de Sugadaira y Shiga Kōgen. La autopista Shiga-Kusatsu-Kogen Ridge atraviesa esta sección del parque, conectando las aguas termales de Yamanouchi, incluyendo los onsens de Yudanaka, en el norte con la ciudad turística de Karuizawa, en la prefectura de Nagano, en el sur.
Se puede llegar a Karuizawa desde Tokio a través del tren JR East Nagano Shinkansen.